# 靜脈曲張

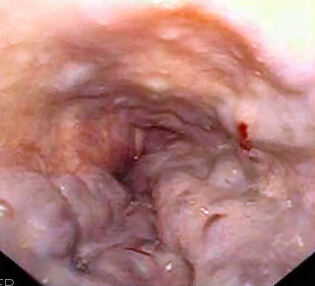
食道靜脈曲張

靜脈曲張（varicose veins, varicoses）是一种以浅静脉肿大、膨出、扭曲、扩张为特征的病症，最常见于小腿，其他大腿、精索、肛管、食管等也是常发之处。本条目主要介绍下肢静脉曲张。
患有下肢靜脈曲張者的小腿靜脈會明顯凸出，甚至出現不雅觀的膨脹和扭曲。靜脈周圍皮膚呈紅腫微熱，行走時亦會有痛楚和易累。
靜脈曲張發生的所有部位與類型包括：
- 下肢靜脈曲張：最常見於軀幹下半部及下肢，尤其是大隱靜脈和小隱靜脈。
- 消化道靜脈曲張
  - 食道靜脈曲張
  - 胃部靜脈曲張
  - 腸道靜脈曲張
  - 肛門靜脈曲張（痔瘡）
- 骨盆靜脈曲張
- 精索靜脈曲張
- 外陰靜脈曲張
- 蜘蛛網狀靜脈曲張 (又稱蛛網紋)

## 语源
英语 varicose 源自拉丁语 varix，作为形容词，义为“异常肿胀、扩张或打结的”。

## 成因
1. 先天性瓣膜異常：瓣膜閉鎖不全
2. 長期站立
3. 家族遺傳
4. 懷孕、過胖

一般認為下肢靜脈曲張是由於工作上需要長時間站立，令靜脈的血液流速減緩，漸漸出現腿部腫脹及發麻，加上靜脈血管管壁變弱而誘發病變。
但是，下肢靜脈曲張的真正致病原因至今仍然不明，靜脈血管的管壁強度可能與遺傳有關，因此，久坐久站等長時間保持一個姿勢只可說是下肢靜脈曲張的誘因之一。

## 病理機轉
下肢靜脈曲張：靜脈壁擴張、靜脈壓上升、靜脈瓣閉鎖不全。靜脈瓣閉鎖不全使血管更加擴張，靜脈變成彎曲或更大。靜脈壓長期高壓下微血管的通透性隨其增加，易導致水腫，水腫阻礙循環，嚴重則致蜂窩性組織炎及潰瘍。

## 治療
下肢靜脈曲張的治療包括手術和硬化劑注射療法。手術治療適用於浮張的靜脈，現行的手術的方式分為傳統抽除和微創方式。
新式靜脈膠水治療：用一種特殊的黏合劑來黏住血管，而不需要使用任何高溫能量。這樣就可以避免神經或組織受到傷害，也不會有皮膚灼傷的風險。且只要在皮膚上開一個針孔就可以了，而且術後也不用穿彈性襪。
傳統隱靜脈高位結紥併抽除手術：由腳踝切開傷口找出隱靜脈將鐵絲導線穿進血管後向上至腹股溝處（大隱靜脈和股靜脈交界）再切開傷口，分離出大隱靜脈近心端給予結紥，鐵製導線穿出。利用鐵製導線將下肢大隱靜脈拉出皮下組織，抽離身體，再加壓止血纏上彈蹦固定。復發率較低，但傷口較大且多，皮下血腫嚴重，術後疼痛和恢復期長，術後較易感染，小腿內側感覺麻痺。
微創血管內雷射治療（Endovascular Laser Treatment簡稱EVLT）：利用二極體光纖雷射激發血紅素在血管中產生熱能將血管內皮碳化破壞，進而阻塞萎縮，留在原位慢慢的纖維化，靜脈曲張立即消失，對組織破壞性較傳統抽除手術小。手術方式類似傳統手術，但傷口可以只有針孔大小約2mm以下，用600µm的光纎伸入靜脈中，即可達到閉鎖靜脈的效果。手術傷口極小，術後血腫輕微，術後穿上彈性襪便可行走，恢復期短，疼痛感較輕，感染率低，更適合年長者接受此手術。
門診型靜脈抽除手術（Ambulatory phlebectomy）：利用多㣚小傷口約3~7mm大小將浮張的靜脈，用特殊靜脈鈎將靜脈鈎出皮外再將它抽除，一般小範圍可在門診手術室在局部麻醉下進行，也可以合併在傳統或血管內雷射手術中。傷口小，可在門診手術室中執行不用住院，但傷口數目多，容易血腫造成色素沈著，不易完全清除靜脈較易復發。
經光棒輔助動力靜脈切除術（TIPP. transillu minted powered phlebectomy, Trivex）：經微創傷口使用光棒和棒型旋轉刀在皮下能很清楚照射出靜脈將其完全清除抽出，適用於嚴重的靜脈潰瘍和皮膚脂肪層慢性硬化的病患。傷口小且少，適合解決嚴重慢性發炎，但組織破壞大復原時間長。
中醫學上，靜脈曲張屬「脈痹」、「筋瘤」範圍。症型可再細分為濕熱下注、血瘀氣滯、肝腎不足及氣血虛弱四大類。治療以活血、清熱利濕、化瘀行氣為主。患者更應減少進食辛辣食品，以及菠菜、蒜葱等溫血熱氣食物，以免加劇瘀血阻礙。
如果是下肢靜脈曲張，穿著壓力襪有助舒緩腿部腫大的症狀，壓力襪屬於物理治療類型的醫療器械，鬆緊度因人而異，或者需要度身訂製，使用前需要諮詢醫生、物理治療師或護士。這種襪不是健美用品，沒有瘦腿功效，長時間穿著可能造成皮膚過敏和紅腫。
下肢靜脈曲張可透過新式靜脈膠水特殊的黏合劑來黏住血管，而不需要使用任何高溫能量。這樣就可以避免神經或組織受到傷害，也不會有皮膚灼傷的風險。且只要在皮膚上開一個針孔就可以了。